# Martin Kohlstedt

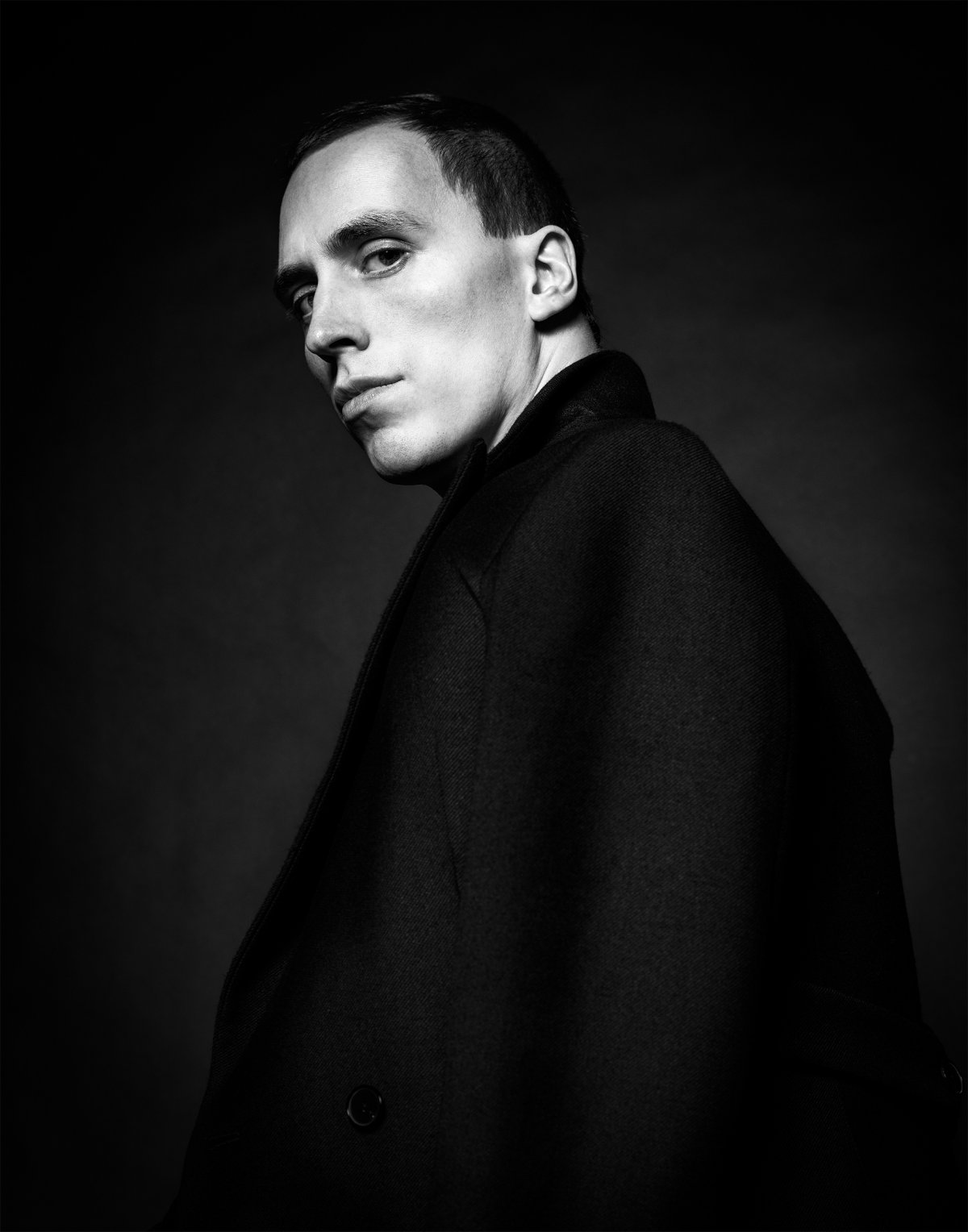
Martin Kohlstedt, 2019

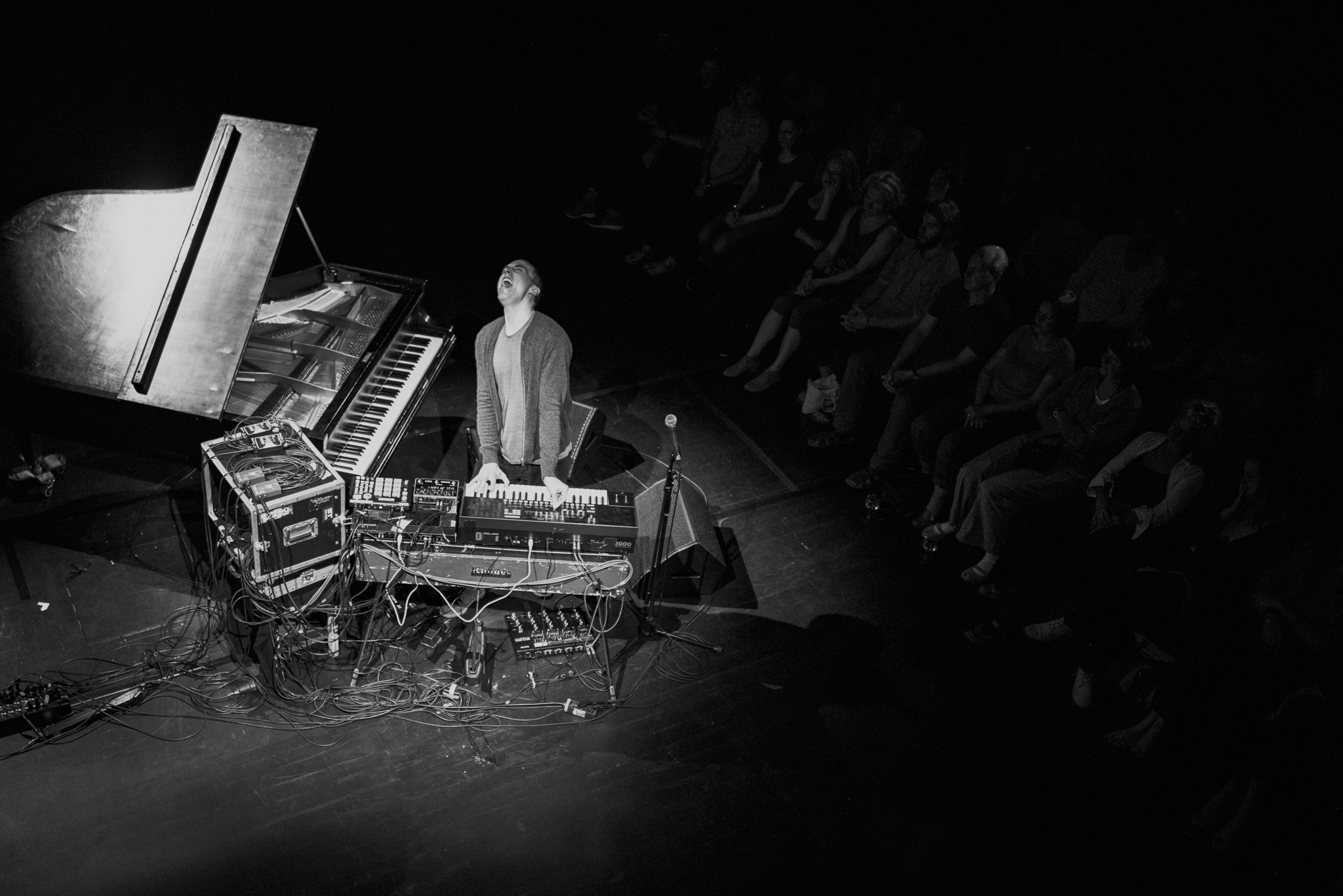
Martin Kohlstedts Setup live im Theaterhaus Jena, 2016

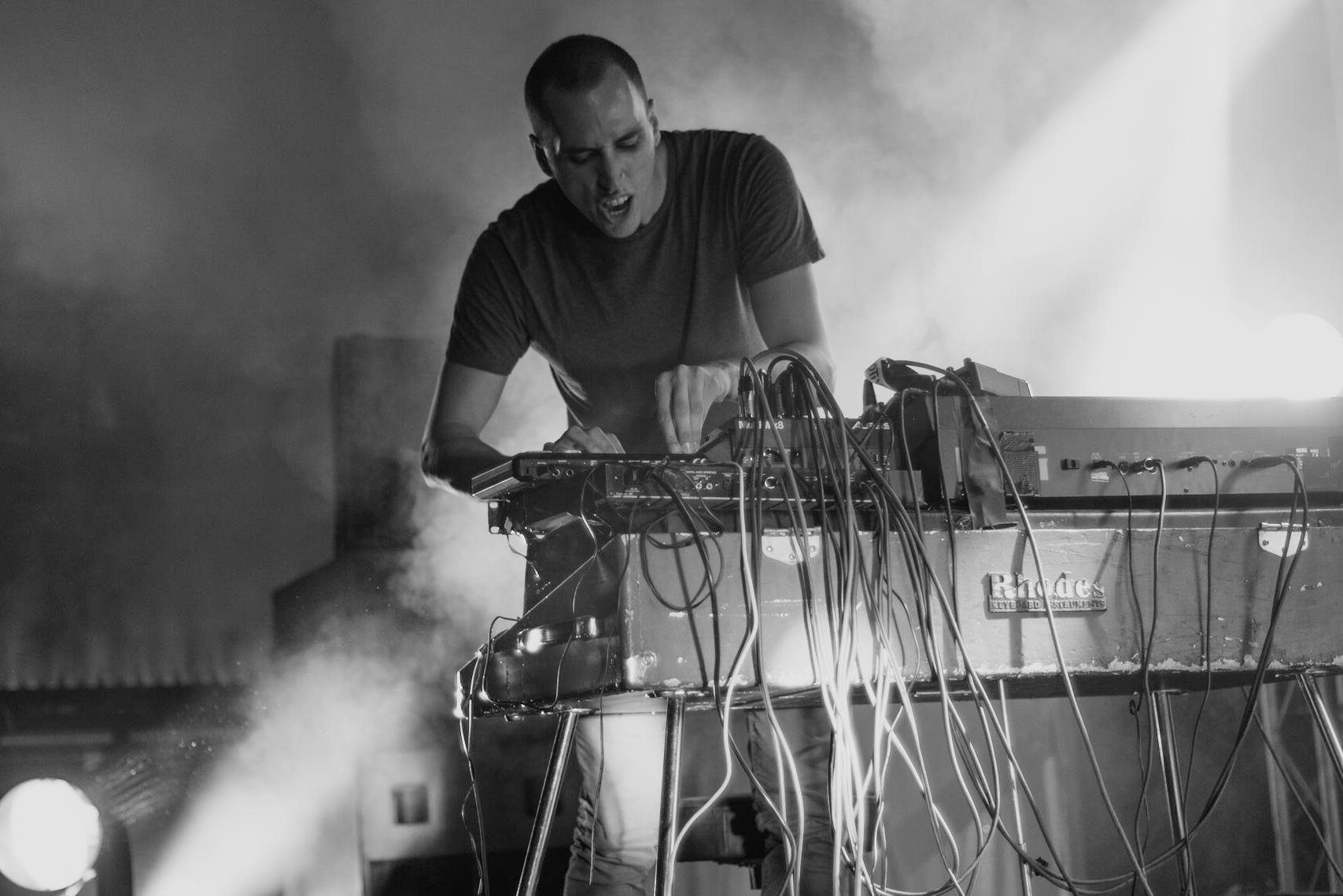
Elektronische Instrumente von Martin Kohlstedt, live auf dem Fuchsbau Festival, 2015

Martin Kohlstedt (* 24. Januar 1988 in Breitenworbis) ist ein deutscher Komponist, Filmkomponist, Pianist und Produzent, der in seinen Werken sowohl mit akustischen Klavieren als auch elektronischen Elementen, Beats und dem Fender Rhodes arbeitet. Er lebt in Weimar.

## Leben
Martin Kohlstedt wurde in Breitenworbis geboren. Dort besuchte er ab dem 13. Lebensjahr die Musikschule in Leinefelde, zu Beginn den Keyboardunterricht im Fach Jazz. Mit 18 Jahren erwarb er dann seinen Klavieroberstufenabschluss.
Später studierte Kohlstedt Medienkunst/Mediengestaltung an der Bauhaus-Universität Weimar. Daneben war er Mitglied in sieben verschiedenen Band-Projekten aus dem Umfeld des Zughafens Erfurt, u. a. Ryo, Karocel und Marbert Rocel. Noch währenddessen gründete er die Musikproduktionsfirma "Mamaro", über die er neben kommerziellen Projekten auch Filmmusik und Science-Fiction Hörspiele veröffentlicht. Im dritten Semester seines Masters brach er das Studium ab, um sich vollständig seiner Musik und dem zugehörigen Label zu widmen.
Ab dieser Zeit tourte Martin Kohlstedt intensiv als Solo-Künstler weltweit sowie auf internationalen Festivals. Er spielte unter anderem auf der Weltausstellung EXPO 2015 in Mailand im Deutschlandpavillon, dem SXSW Festival in Texas und wurde 2016 auf das SoundUp Festival in der Russischen Staatsbibliothek, Moskau, und 2017 vom Xjazz Festival nach Istanbul und in die Talar-e Rudaki in Teheran eingeladen.
Der für seine Live-Konzerte typische Stil wird oft über den offenen Ausgang der Auftritte beschrieben, wobei seine Betonungen und Ausdrucksmöglichkeiten radikal auf die jeweilige Situation eingehen. Daraus entwickelte sich sein Selbstverständnis als Künstler zwischen klassischem Piano und emotionaler Improvisation. So zitierte ihn Zeit Campus: "Wenn ich anfange, mich auf der Bühne wie ein Cowboy zu fühlen, wenn ich nicht mehr für mich spiele, sondern nur um Erwartungen zu bedienen: Abbruch, sofort. Ich muss nach innen, Richtung Schwäche."
Für den russischen Fernsehsender Дождь gab er 2016 ein live übertragenes Fernsehkonzert und 2017 veröffentlichte Zeit Online den ersten Teil einer Musikdokumentation des Dokumentarfilmers Patrick Richter über Kohlstedt (zweiter Teil auf YouTube).
Im Dezember 2017 spielte Kohlstedt eine ausverkaufte Soloshow im Großen Saal der Elbphilharmonie in Hamburg.
In den Jahren 2018 und 2019 erhielt seine Zusammenarbeit mit dem Leipziger GewandhausChor viel Beachtung, sowohl als Veröffentlichung als auch in Form einer Reihe von Konzerten, bei denen er live mit dem Chor improvisierte. Das ZDF-Morgenmagazin beschrieb das Experiment: "Eine große emotionale Welle schwappt zurück, nach fast 2 Stunden.. ja was? Konzert? Klassik-Rave? Klang-Flug? Musikalisches Abenteuer über dünnes Eis der Improvisation."
Im Verlauf von 2019 bis 2020 erwarb Kohlstedt, selbst Sohn eines Försters, mehrere Hektar Land im Thüringer Wald, mit dem Ziel diese konservierend zu bepflanzen. Kohlstedt erklärte, der Wald repräsentiere für ihn, „eingebettet zu sein in etwas Ganzes, denn der Wald wird vor mir sein und wird nach mir sein“. Die Bepflanzung der Fläche wird zum Teil aus Erlösen von Konzertkarten finanziert.

## Soloprojekte und ‚modulare Kompositionen‘
2012 veröffentlichte Martin Kohlstedt sein erstes Solo-Piano-Album Tag, welches zusammen mit seinem Nachfolger Nacht (2014) laut eigener Aussage als zusammengehörige Einheit gedacht war. Die beiden Alben beinhalten die ersten 26 Jahre seines Schaffens. Dabei seien seine Stücke nicht in sich abgeschlossen, sondern entwickelten sich mit jedem Konzert weiter. Dies äußert sich etwa darin, dass er seine Kompositionen bei Konzerten anders instrumentiert oder interpretiert.
Kohlstedt selbst nennt dieses Vorgehen ein ‚modulares Kompositionskonzept‘, bei dem die Module jeweils durch 3 Buchstaben gekennzeichnet sind. Die Module können frei kombiniert werden, was in der eigenständigen Single OMBLEH im Frühjahr 2017, deren Kerne OMB und LEH aus den beiden ersten Soloalben stammen, demonstriert wurde. Das Konzept wurde von Martin Kohlstedt im selben Jahr auch im Rahmen eines TEDx-Talks der RWTH Aachen vorgestellt, bei dem er musikalischen Kompositionen als im Zwischenraum von Musiker und Publikum stattfindende Konversationen beschreibt. Die Stücke oder Module sind dabei das Vokabular, eine gemeinsame Bedeutungsebene, aber im Gespräch (dem Spiel vor Publikum oder sich selbst) wird dieses Vokabular unterschiedlich eingesetzt, um andere emotionale Bedeutungen zu verhandeln.
2017 veröffentlichte Kohlstedt sein drittes Studioalbum Strom, welches nicht mehr nur rein akustische Klavierstücke, sondern mehrschichtige Kompositionen mit Klavier- und Elektronikkomponenten enthält. Auf dem 2019 erschienenen Album Ströme werden sowohl neue als auch kompositorische Module der vorhergehenden Alben zusammen mit eigens dafür entwickelten und teilweise ebenfalls improvisierten Chor-Kompositionen zusammengeführt. Im Zusammenspiel verschmilzt das Spiel Kohlstedts mit dem Stimmkorpus des Chors, urteilt NDR Kultur-Redakteur Mischa Kreiskott: „Der Leipziger GewandhausChor wirkt hier wie ein lebendiger, vielstimmiger analoger Synthesizer.“
Nach dem Corona-Lockdown in Deutschland 2020 veröffentlichte Kohlstedt das Album Flur. Wieder fast nur auf Soloklavier aufbauend, entstanden während der Isolation im Wohnzimmer des Künstlers die nächsten 10 Kernmodule, mit denen er, laut Thüringer Allgemeine, „neues Vokabular kreiert und eine Grundlage für Neues“ schaffe. Neben der musikalischen Reduktion auf klare Kompositionen ist Flur, wie Tag und Nacht auf persönliche Nähe statt neutralen Klangraum hin produziert: „Gesteigert wird diese Intimität von Außeneindrücken wie dem Regen, der gegen die Wohnungsfenster schlägt und dem Donner, welcher diesen begleitet“, so TV Noir. Gleichzeitig seien die „neuesten Improvisationen explizit dem Thema Wald gewidmet“ (arte Twist).

## Kollaborationen
Neben seinen Soloalben veröffentlichte Martin Kohlstedt auch mehrere Kooperationsprojekte. 2013 erschien das Remix-Album Tag Remixes und 2015 die sogenannten Nacht Reworks. Dabei handelte es sich um engere Zusammenarbeiten mit Pop- und Elektronik-Künstlern wie Christian Löffler, FM Belfast, Hundreds und Douglas Dare. Für den NDR Kultur nahm er 2017 zusammen mit Peter Broderick eine Live-Session auf, die beide Musiker ohne Vorbereitung improvisierten.
2018 absolvierte Kohlstedt zusammen mit dem Gewandhauschor Leipzig mehrere öffentliche Proben, die in der Jubiläumssaison 2017/18 im Rahmen der Reihe Two Play To Play in der Uraufführung mehrerer, streckenweise improvisierter Werke kulminierten. Das Projekt wurde im März 2019 in Zusammenarbeit mit Warner Classics weiterentwickelt und mit dem Album Ströme veröffentlicht.
Auch für Ströme arbeitete er mit anderen Künstlern zusammen, die mit den sogenannten Recurrents ihre Überarbeitungen veröffentlichten. Diese wurden als digitale Singles über das Jahr 2020 veröffentlicht. Zu den Beteiligten gehörten wieder Peter Broderick und Panthera Krause, aber auch ÄTNA, Robag Wruhme, Henrik Schwarz, Sudan Archives und Hannah Epperson.

## Musiklabel Edition Kohlstedt
Kohlstedt schuf für all seine Veröffentlichung das Musiklabel Edition Kohlstedt, welches als struktureller Rahmen für Kooperationen in der Musikindustrie dient. So arbeitete er vor allem mit Vertrieben wie finetunes und Broken Silence sowie Verlagen wie Roba und Kick the Flame zusammen. 2017 erschien auch das dritte Album Strom über sein eigenes Label, allerdings erstmals im Vertrieb von Rough Trade. Sein flexibel aufgestelltes und bis zu zehnköpfiges Label dient dabei der bewussten Distanzierung von etablierteren Abläufen der Musikindustrie und soll ihm, nach eigenen Worten, mehr inhaltliche Freiheit ermöglichen.

## Varia & Medienkunst
- 2017 schuf Kohlstedt in Zusammenarbeit mit dem Reeperbahn Festival und den Designern Bloodbrothers und Elektropastete eine visuell-akustische Performance namens "Currents", bei der generativ erzeugte Visualisierungen in einem extra erbauten 360°-Dom projiziert wurden, auf die Kohlstedt wiederum aktiv mit seinem Spiel reagierte.[34]

- Die ersten Konzerte zur Wiedereröffnung der Philippuskirche Leipzig Anfang Mai 2019 mit ausverkaufter Kirche präsentierten unter anderem Martin Kohlstedt mit dem Gewandhauschor.

- Martin Kohlstedt vertonte ein Musical-Feuerwerk für das 'Feria Nacional de la Pirotecnia' Feuerwerksfestival Tultepec in Mexiko,[35] dem größten seiner Art in Lateinamerika.

- 2019 komponierte Kohlstedt in Zusammenarbeit mit 'Kunst-Technik-Einheit' eine interaktive Soundinstallation für das Burning Man Festival in Nevada mit dem Titel "KIUMAKO".[36] Dabei generieren mehrere Algorithmen unterschiedliche Dramaturgien, Melodien, Takte und Instrumentierungen unter Einfluss der anwesenden Besucher und deren Verhalten.[37]

- Als Coverartwork für das 2020 erschienene "Flur" wurde das Gemälde "Lichtung" des Leipziger Malers David Schnell gewählt, "weil Schnells Werk dies in Form fasst, was 'Flur' für Kohlstedt ist: Ein Raum ohne Zeit. Ein Raum der Durchquerung, des kurzen Zwischenaufenthalts und der vielen Türen" (Kultur Port).[38]

## Diskografie

### Alben
- 2012: Tag (Edition Kohlstedt)
- 2013: Tag Remixes (Edition Kohlstedt)
- 2014: Nacht (Edition Kohlstedt)
- 2015: Nacht Reworks (Edition Kohlstedt)
- 2017: Strom (Edition Kohlstedt / Rough Trade)
- 2019: Ströme (mit dem GewandhausChor Leipzig) (Warner Classics)
- 2020: FLUR  (Warner Classics)
- 2023: FELD (Edition Kohlstedt / Kick The Flame)

### Singles
- 2017: OMBLEH (Edition Kohlstedt)
- 2020: JINGOL (Henrik Schwarz Recurrent) (Warner Classics)
- 2020: THIPHY (Peter Broderick Reimagining) (Warner Classics)
- 2020: SENIMB (Robag Wruhme Marowk Rehand) (Warner Classics)
- 2020: KSYCHA (ÄTNA Who Are You Rework) (Warner Classics)
- 2020: AMSOMB (Marlow Re-Mood) (Warner Classics)
- 2020: TARLEH (Hannah Epperson Recurrent) (Warner Classics)
- 2020: NIODOM (Panthera Krause Recurrent) (Warner Classics)
- 2020: AUHEJA (Sudan Archives Recurrent) (Warner Classics)

### Filmmusik
- 2010: Margot, Kurzspielfilm von Clemens Beier
- 2011: Lo Vedo, Kurzspielfilm von Rafael Vogel
- 2011: Ausgeträumt, Kurzspielfilm von Konstantin Egerndorfer
- 2015: Hexenmilch, Kurzspielfilm von Martin Jehle
- 2016: Anna, Kurzspielfilm von Martin Jehle
- 2016: Farewell Halong (No Fairway to Halong Bay), Dokumentarfilm von Duc Ngo Ngoc
- 2016: Ein Haufen Liebe, Dokumentation von Alina Cyranek
- 2017: Monju Hunters of Sofugan Island, Animationsfilm von Karim Eich und Dirk Wachsmuth
- 2018: Das Leben in mir, Kurzspielfilm von Konstantin Egerndorfer
- 2018: MOJSŁOŃIK – My Little Elephant, Spielfilm von Silke Meya
- 2019: Uferfrauen – Lesbisches L(i)eben in der DDR, Dokumentarfilm von Barbara Wallbraun
- 2020: The Man with the Camera, Spielfilm von B. K. Wunder
- 2020: Grace, Spielfilm von Konstantin Egerndorfer
- 2021: A Higher Law, Spielfilm von Octav Chelaru
- 2022: Die Ecke, Dokumentarfilm von Christa Pfafferott